# إيليس ماكان
إيليس ماكان (بالإنجليزية: Elise McCann) هي ممثلة أسترالية (وحملت سابقاً جنسية المملكة المتحدة لبريطانيا العظمى وأيرلندا)، ولدت في 28 يوليو 1985 في وودونغا في أستراليا.